# Historia de España de Menéndez Pidal
La Historia de España de Menéndez Pidal es una serie de volúmenes monográficos dedicados a diferentes períodos de la historia de España, publicada por la editorial Espasa Calpe. La serie inició su andanza en 1935 bajo la dirección de Ramón Menéndez Pidal, con la publicación dispersa de doce volúmenes bajo su coordinación editorial directa. Tras un parón tras su fallecimiento, la serie se completaría a partir de 1975 por la toma de relevo de José María Jover Zamora, aún manteniendo simbólicamente el nombre de Menéndez Pidal como director de la serie. 
En conjunto, han colaborado y realizado aportaciones más de 400 autores españoles y extranjeros de diferentes escuelas de formación y orientaciones ideológicas en un total de 68 volúmenes, conformando todo un hito en la historiografía española.

## Contenido de la obra
Con el cambio de dirección de la serie por José María Jover se acometió una nueva edición de la misma, modificándose la numeración original dada la adición de nuevos volúmenes intermedios y modificándose ostensiblemente la redacción de varios de ellos (el correspondiente a la España visigoda, que fue objeto de una partición en dos volúmenens, y también el primer tomo de la España romana, cuyos autores también cambiaron respecto a la edición de 1934). Será, por tanto, el contenido y el orden de la reedición los que tomamos por definitivo y desglosamos a continuación:
- Tomo I. ESPAÑA PRIMITIVA
  - Volumen I. La Prehistoria; por Eduardo y Francisco Hernández-Pacheco, Luis de Hoyos Sáinz, Martín Almagro Basch, Alberto del Castillo, Juan Maluquer de Montes y Juan de Mata Carriazo. Prólogo de Ramón Menéndez Pidal.
  - Volumen II. La Protohistoria; por Martín Almagro Basch y Antonio García y Bellido.
  - Volumen III. La Historia prerromana; por Antonio García y Bellido, Blas Taracena, Juan Maluquer de Montes y Julio Caro Baroja.
- Tomo II. ESPAÑA ROMANA: (218 a. de J.C.- 414 d. de J.C.)
  - Volumen I. La conquista y la explotación económica; por Ángel Montenegro Duque y José María Blázquez Martínez. Prólogo de Ramón Menéndez Pidal.
  - Volumen II. La sociedad, el derecho y la cultura; por Julio Mangas Manjarrés, José Manuel Roldán Hervás, Francisco Javier Fernández Nieto, Juan José Salas Abengochea, José María Blázquez Martínez, Francisco José Presedo Velo, Carmen Codoñer Merino, Antonio Blanco Freijeiro y Juan Carlos Elorza Guinea.
- Tomo III. ESPAÑA VISIGODA: (414-711) [2]
  - Volumen I. Las invasiones, las sociedades, la Iglesia; por Manuel C. Díaz y Díaz, Luis A. García Moreno, María Ruíz Trapero y José Orlandis. Prólogo de Ramón Menéndez Pidal.
  - Volumen II. La monarquía, la cultura, las artes; por José Manuel Pérez-Prendes, José Manuel Ruíz Asencio, Carmen Codoñer Merino, Pere de Palol Salellas y Francisco José León Tello.
- Tomo IV. ESPAÑA MUSULMANA (711-1031). La conquista, el Emirato, el Califato; por Évariste Lévi-Provençal. Introducción de Emilio García Gómez.
- Tomo V. ESPAÑA MUSULMANA (711-1031). Instituciones, sociedad, cultura; por Évariste Lévi-Provençal y Leopoldo Torres Balbás.
- Tomo VI. LOS COMIENZOS DE LA RECONQUISTA (711-1038); por fray Justo Pérez de Urbel, Ricardo del Arco y Garay y Fernando Valls Taberner. Introducción de Ramón Menéndez Pidal.
- Tomo VII. LA ESPAÑA CRISTIANA DE LOS SIGLOS VIII al XI.
  - Volumen I. El reino astur-leonés (722 a 1037). Sociedad, economía, gobierno, cultura y vida; por Claudio Sánchez-Albornoz.
  - Volumen II. Los núcleos pirenaicos (718-1035): Navarra, Aragón, Cataluña; por Manuel Riu Riu, Ángel J. Martín Duque, Esteban Sarasa Sánchez, Ramón d'Abadal, José María Font i Rius, Antonio Udina Abelló, Josep María Salrach i Marès, Gaspar Feliu Montfort y Xavier Barral i Altet.
- Tomo VIII. LA ESPAÑA MUSULMANA DE LOS SIGLOS XI AL XV.
  - Volumen I. Los reinos de Taifas. Al-Andalus en el siglo XI; por María Jesús Viguera Molíns, Luis Molina Martínez, Manuela Marín, Muhammad Jallaf, Alberto Canto García, Muhammad Benaboud, María Luisa Ávila Navarro, Maribel Fierro, Juan Vernet, Julio Samsó, Teresa Garulo y Basilio Pavón Maldonado.
  - Volumen II. El retroceso territorial de Al-Andalus. Almorávides y Almohades. Siglos XI al XIII; por María Jesús Viguera Molíns, Rafaela Castrillo Márquez, Luis Molina Martínez, Fernando Rodríguez Mediano, Victoria Aguilar Sebastián, Emilio Molina López, Hanna E. Kassis, Helena de Felipe, Manuela Marín, Maribel Fierro, Jesús Zanón, Emilio Tornero Poveda, María Jesús Rubiera Mata y María Teresa Pérez Higuera.
  - Volumen III. El reino nazarí de Granada (1232-1492). Política, instituciones. Espacio y economía; por María Jesús Viguera Molins, Francisco Vidal Castro, María del Carmen Jiménez Mata, María Isabel Calero Secall, Cristóbal Torres Delgado y Guillermo Rosselló Bordoy.
  - Volumen IV. El reino nazarí de Granada (1232-1492). Sociedad, vida y cultura; por María Jesús Viguera Molíns, Antonio Malpica Cuello, Juan Vernet, Julio Samsó, Antonio Fernández-Puertas, Ana Echevarría Arsuaga, María Dolores Rodríguez Gómez y Francisco Juez Juarros.
- Tomo IX. LA RECONQUISTA Y EL PROCESO DE DIFERENCIACIÓN POLÍTICA (1035-1217); por Miguel Ángel Ladero Quesada, José Mattoso, Ángel J. Martín Duque, Federico Udina Martorell, Luis Javier Fortún y José Ángel Sesma Muñoz.
- Tomo X. LOS REINOS CRISTIANOS EN LOS SIGLOS XI Y XII. Economías, sociedades, instituciones.
  - Volumen I; por Reyna Pastor y María del Carmen Carlé.
  - Volumen II; por Hilda Grassotti, Luís Suárez Fernández, Ángel J, Martín Duque, Eloísa Ramírez Vaquero y Agustín Altisent.
- Tomo XI. LA CULTURA DEL ROMÁNICO. Siglos XI al XIII. Letras, religiosidad, artes, ciencia y vida; por Francisco López Estrada, Juan Gil, Antonio Linage Conde, Isidro G. Bango Torviso, Áurea de la Morena, María Luisa Martín Ansón, Ismael Fernández de la Cuesta, Juan Vernet, Julio Samsó e Irene Ruíz Montejo.
- Tomo XII. LA BAJA EDAD MEDIA PENINSULAR, SIGLOS XIII AL XV. La población, la economía, la sociedad; por Julio Valdeón Baruque y José Luís Martín Rodríguez.
- Tomo XIII. LA EXPANSIÓN PENINSULAR Y MEDITERRÁNEA (c. 1212-c. 1350)
  - Volumen I. La Corona de Castilla; por Juan Torres Fontes, Julio González González, Salvador de Moxó y María Paz Alonso Romero.
  - Volumen II. El Reino de Navarra, la Corona de Aragón, Portugal; por José María Lacarra y de Miguel, Luís González Antón, Jesús Lalinde Abadía, Antonio Ubieto Arteta, Ángel J. Martín Duque, Eloísa Ramírez Vaquero y Luís Suárez Fernández.
- Tomo XIV. LA CRISIS DE LA RECONQUISTA (c. 1350-c. 1410); por Luís Suárez Fernández y Juan Reglá Campistol. Prólogo de Ramón d'Abadal.
- Tomo XV. LOS TRASTÁMARAS DE CASTILLA Y ARAGÓN EN EL SIGLO XV; por Luís Suárez Fernández, Ángel Canellas López y Jaume Vicens Vives. Introducción de Ramón Menéndez Pidal.
- Tomo XVI. LA ÉPOCA DEL GÓTICO EN LA CULTURA ESPAÑOLA (c. 1220-c. 1480); por José Ángel García de Cortázar, Manuel Alvar, Francisco López Estrada, Emilio Mitre Fernández, Francisco Javier Fernández Conde, Luis García Ballester, Julio Samsó, Jesús María Camaño Martínez, Ismael Fernández de la Cuesta, Horacio de Santiago-Otero, José María Soto Rábanos y Ángel Gómez Moreno.
- Tomo XVII. LA ESPAÑA DE LOS REYES CATÓLICOS (1474-1516)
  - Volumen I. Las bases del reinado, la guerra de Sucesión, la guerra de Granada; por Luís Suárez Fernández y Juan de Mata Carriazo. Introducción de Ramón Menéndez Pidal.
  - Volumen II. La edificación del Estado y la política exterior; por Luís Suárez Fernández y Manuel Fernández Álvarez.
- Tomo XVIII. LA ÉPOCA DE LOS DESCUBRIMIENTOS Y LAS CONQUISTAS (1400-1570); por Joseph Pérez, José Alcina Franch, Mariano Cuesta, Joaquim Romero Magalhães, Juan Marchena, Antonio-Miguel Bernal, Paulino Castañeda y Jean-Paul Duviols.
- Tomo XIX. EL SIGLO XVI. Economía, Sociedad, Instituciones; por Manuel Fernández Álvarez.
- Tomo XX. LA ESPAÑA DE CARLOS V: (1500-1558, 1517-1556). El hombre, la política española, la política europea; por Manuel Fernández Álvarez.
- Tomo XXI. LA CULTURA DEL RENACIMIENTO (1480-1580); Víctor García de la Concha, Víctor Infantes, José María Díez Borque, María Paz Aguiló, Carmen Bernis, José Luis Orella Unzué, Luís Gil, José María López Piñero, Fernando Marías, Fernando Checa, Antonio María Moreno, Juan Antonio Frago, Antonio Prieto, Cristóbal Cuevas y Miguel Ángel Pérez Priego.
- Tomo XXII. ESPAÑA EN TIEMPO DE FELIPE II (1527-1598)
  - Volumen I. 1556-1568; por Luís Fernández y Fernández de Retama. Prólogo de Cayetano Alcázar Molina.
  - Volumen II. 1568-1598; por Luís Fernández y Fernández de Retama.
  - Volumen III. En la estela imperial (1527-1565); por Manuel Fernández Álvarez.
  - Volumen IV. Auge y declive de un Imperio (1566-1598); por Manuel Fernández Álvarez.
- Tomo XXIII. LA CRISIS DEL SIGLO XVII. La población, la economía, la sociedad; por Valentina Fernández Vargas, Francisco Chacón Jiménez, Ángel García Sanz, Álvaro Castillo Pintado, Antonio Domínguez Ortiz y José-Gentil da Silva.
- Tomo XXIV. LA ESPAÑA DE FELIPE III. La política interior y los problemas internacionales; por Ciriaco Pérez Bustamante. Prólogo de Carlos Seco Serrano.
- Tomo XXV. LA ESPAÑA DE FELIPE IV. El gobierno de la Monarquía, la crisis de 1640 y el fracaso de la hegemonía europea; por Francisco Tomás y Valiente, Álvaro Castillo Pintado, Juan Ignacio Gutiérrez Nieto, John H. Elliot, Quintín Aldea Vaquero y Manuel Fernández Álvarez.
- Tomo XXVI. EL SIGLO DEL QUIJOTE (1580-1680)
  - Volumen I. Religión, filosofía, ciencia; por Melquíades Andrés Martín, Carlos Valverde, José María López Piñero, Juan Ignacio Gutiérrez Nieto, José María Jover Zamora, María Victoria López-Cordón y José Cepeda Adán.
  - Volumen II. Las letras, las artes; por Ramón Menéndez Pidal, Martín de Riquer, José María Díez Borque, María del Pilar Palomo, Antoni Comas Pujol, Pilar Vázquez Cuesta, Antonio Bonet Correa, Alfonso Emilio Pérez Sánchez y Francisco José León Tello.
- Tomo XXVII. LA FORMACIÓN DE LAS SOCIEDADES IBEROAMERICANAS (1568-1700); por Demetrio Ramos, María del Carmen Martínez, Julián B. Ruíz Rivera, Antonio-Miguel Bernal, Lutgardo García Fuentes, José Luis Mora Mérida, José Ángel Carreño, Fernando Serrano Mangas, Nelly R. Porro Girardi, Jesús Varela Marcos, Manuel Lucena Salmoral, Ángel Sanz Tapia, Eduardo Martiré, Emelina Martín Acosta, Carlos Álvarez Nogal, María Luisa Martínez de Salinas Alonso, Daisy Rípodas Ardanaz, José María Mariluz Urquijo y María Concepción Sáinz.
- Tomo XXVIII. LA TRANSICIÓN DEL SIGLO XVII AL XVIII. Entre la decadencia y la reconstrucción; por Pere Molas Ribalta, Luis Antonio Ribot García, Henry Kamen, María del Carmen Pérez Aparicio, Francisco Bustelo García del Real y Fernando Jesús Bouza Álvarez.
- Tomo XXIX. LA ÉPOCA DE LOS PRIMEROS BORBONES
  - Volumen I. La nueva Monarquía y su posición en Europa (1700-1759); por Francisco Cánovas Sánchez, José Antonio Escudero, José María García Marín, Pere Molas Ribalta, Antonio Maestre Sanchis, José María Jover Zamora, Elena Hernández Sandoica y Didier Ozanam. Prólogo de Vicente Palacio Atard.
  - Volumen II. La cultura española entre el Barroco y la Ilustración (1680-1759); por Giovanni Stiffoni, Francisco Aguilar Piñal, Luis Miguel Enciso Recio, José Miguel Caso González, María Jesús Quesada Martín y Federico Sopeña Ibáñez.
- Tomo XXX. LAS BASES POLÍTICAS, ECONÓMICAS Y SOCIALES DE UN RÉGIMEN EN TRANSFORMACIÓN (1759-1834); por Antonio Morales Moya, Mariano Esteban de Vega, Germán Rueda, Ramón Maruri, Pedro Tedde de Lorca y María Teresa Pérez Picazo.
- Tomo XXXI. LA ÉPOCA DE LA ILUSTRACIÓN
  - Volumen I. El Estado y la cultura (1759-1808); Luis Miguel Enciso Regio, Teófanes Egido López, Carlos E. Corona Baratech, Pedro Voltes Bou, Antonio Morales Moya, Antonio Maestre Sanchis, José Luís Peset Reig, Antonio Lafuente García, Francisco Aguilar Piñal, Fernando Chueca Goitia, José Miguel Caso González, Federico Sopeña Ibáñez, Pedro Navascués Palacio, François López, José Patricio Merino Navarro, Albert Dérozier y Claudette Dérozier Mathey. Prólogo de Miguel Batllori.
  - Volumen II. Las Indias y la política exterior; por Mario Hernández Sánchez-Barba, Carlos Malamud Rilkes, María del Pilar Ruigómez García y Carlos Seco Serrano.
- Tomo XXXII. LA ESPAÑA DE FERNANDO VII
  - Volumen I. La Guerra de la Independencia y los orígenes del constitucionalismo; por Miguel Artola Gallego. Introducción de Carlos Seco Serrano.
  - Volumen II. La posición europea y la emancipación americana; por María Victoria López-Cordón Cortezo, Mario Hernández Sánchez-Barba, Jordi Maluquer de Montes Bernet, Julia Celdrán Ruano, Pedro Pérez Herrero, Josefina Zoraida Vázquez, Carlos Malamud, Víctor Peralta, Marta Irurozqui, Germán Carrera Damas, Jaime E. Rodríguez O. y Almudena Hernández Ruigómez.
- Tomo XXXIII. LOS FUNDAMENTOS DE LA ESPAÑA LIBERAL (1834-1900). La sociedad, la economía y las formas de vida; por Antonio Fernández García, Vicente Pérez Moreda, José Carlos Rueda Laffond, Francisco Sánchez Pérez, Ramón Villares Paz, José Luís García Delgado, Juan Carlos Jiménez, Pedro Tedde de Lorca, Antonio Gómez Mendoza, Francisco Comín, Ángel Bahamonde Magro, José Sánchez Jiménez, Guadalupe Gómez-Ferrer, Francisco Villacorta, Antonio Morales Moya, Francisco Luis Martín, Estíbaliz Ruiz de Azúa y Jesús A. Martínez Martín.
- Tomo XXXIV. LA ERA ISABELINA Y EL SEXENIO DEMOCRÁTICO (1834-1874); por Joaquín Tomás Villarroya, Julio Aróstegui, Francisco Tomás y Valiente, Francisco Cánovas Sánchez, Fernando Fernández Bastarreche, José Cepeda Gómez, Enrique Martínez Ruíz, José Manuel Cuenca Toribio, Antoni Jutglar i Bernaus, Juan Ferrando Badía, Jorge Maluquer de Montes Benet, María Victoria López-Cordón Cortezo, María Asunción García Ochoa y Leoncio Cabrero Fernández. Prólogo de José María Jover Zamora.
- Tomo XXXV. LA ÉPOCA DEL ROMANTICISMO (1808-1874)
  - Volumen I. Orígenes, religión, filosofía, ciencia; por Hans Juretschke, Manuel Revuelta González, Antonio Heredia Soriano, Juan Vernet y Dalmacio Negro Pavón.
  - Volumen II. Las letras, las artes, la vida cotidiana; por Iris M. Zavala, Federico Sopeña Ibáñez, Juan Enrique Arias Anglés, Pedro Navacués Palacio, Wilfredo Rincón García y Elena Catena López.
- Tomo XXXVI. LA ÉPOCA DE LA RESTAURACIÓN (1875-1902)
  - Volumen I. Estado, Política e Islas de Ultramar; por Manuel Espadas Burgos, Luis Aguiar de Luque, José Varela Ortega, Carlos Dardé Morales, Francisco Villacorta Baños, Fernando Puell de la Villa, María Dolores Elizalde, Juan María Laboa, José Luis García Delgado, José María Serrano, Juan Ignacio Palacio Morena, Manuel Pérez Ledesma, Jordi Canal, Fernando García Sanz, Carlos Forcadell, Elena Hernández Sandoica, José Antonio Piqueras Arenas, Agustín R. Rodríguez González y Rosario de la Torre.
  - Volumen II. Civilización y culturas; por Guadalupe Gómez-Ferrer, José Álvarez Junco, Manuel Revuelta Gómez, Enrique Menéndez Ureña, José Manuel Vázquez-Romero, Octavio Ruíz-Manjón, José Luís Pinillos, Antonio Morales Moya, Carlos J. Maluquer de Montes Bernet, Rafael Alvarado, Ángel Martín Municio, Agustín Albarracín Teulón, Estíbaliz Ruíz de Azúa y Martínez de Ezquerecocha, Danièle Bussy Genevois, José-Carlos Mainier, Yvan Lissorgues, Carlos Serrano, Borja de Riquer i Permanyer, María Rosa Saurín de la Iglesia, Jon Kortazar Uriarte, Fernando de Terán, Ana María Arias de Cossío, Carlos Gómez Amat, Manuel Pérez Ledesma y José María Jover Zamora.
- Tomo XXXVII. LOS COMIENZOS DEL SIGLO XX. La población, la economía, la sociedad (1898-1931); por José Luís García Delgado, José Sánchez Jiménez y Manuel Tuñón de Lara.
- Tomo XXXVIII. LA ESPAÑA DE ALFONSO XIII. El Estado y la política (1902-1931)
  - Volumen I. De los comienzos del reinado a los problemas de posguerra (1902-1922); por Carlos Seco Serrano. Introducción de José María Jover Zamora.
  - Volumen II. Del plano inclinado hacia la Dictadura al final de la Monarquía (1922-1931); por Carlos Seco Serrano y Javier Tusell.
- Tomo XXXIX. LA EDAD DE PLATA DE LA CULTURA ESPAÑOLA (1898-1936)
  - Volumen I. Identidad, pensamiento y vida. Hispanidad; por Pedro Laín Entralgo, Julián Marías, Pedro Cerezo Galán, Carlos Seco Serrano, Julio Caro Baroja, Francisco Pérez Gutiérrez, José-Román Flecha Andrés y José Luis Abellán.
  - Volumen II. Letras, ciencia, arte, sociedad y culturas; por Pedro Laín Entralgo, Rafael Lapesa, Manuel Alvar, José Lara Garrido, José Carlos Mainer, Andrés Amorós, Mariano Yela, Manuel Fernández Álvarez, José Manuel Pérez Prendes, Rafael Alvarado, Ángel Vian Ortuño, Sixto Ríos, Agustín Albarracín, José Luis Peset, Elena Hernández Sandoica, Fernando de Terán, José Luis Morales y Marín, Federico Sopeña, María Cruz Seoane, Rosa María Capel, Juan Antonio Samaranch, Jordi Castellanos Vila, Domingo García Sabell y Jon Juaristi.
- Tomo XL. REPÚBLICA Y GUERRA ESPAÑOLA (1931-1939); por Santos Julià, Mercedes Cabrera Calvo-Sotelo, Octavio Ruíz-Manjón, Enrique Moradiellos, Gabriel Cardona, Javier Tusell, Ángela Cenarro Lagunas, Pablo Martín Aceña, José-Carlos Mainier, Guadalupe Gómez-Ferrer, Manuel Aznar Soler y José Álvarez Junco.
- Tomo XLI. LA ÉPOCA DE FRANCO (1939-1975)
  - Volumen I. Política, ejército, Iglesia, economía y administración; por Raymond Carr, Stanley G. Payne, Javier Tusell, Florentino Portero, Rosa Pardo, Paul Preston, Fernando García de Cortázar, José Luis García Delgado, Juan Carlos Jiménez, Manuel-Jesús González y Miguel Beltrán Villalva.
  - Volumen II. Sociedad, vida y cultura; por Juan Pablo Fusi Aizpurúa, Teresa Carnero i Arbat, Manuel Redero San Román, José Sánchez Jiménez y Pilar Folgera Crespo.
- Tomo XLII. LA TRANSICIÓN A LA DEMOCRACIA. LA ESPAÑA DE JUAN CARLOS I (1975-2000); por Javier Tusell, Jose Luís García Delgado, Juan Carlos Jiménez Jiménez, José María Martín Arce, Álvaro Soto Carmona, Isidro Sepúlveda Muñoz, Juan Avilés Farré, Genoveva G. Queipo de Llano, María Cruz Seoane Couceiro, Susana Sueiro Seoane, Feliciano Montero García, Rosa Pardo Sanz, Florentino Portero y Carlos Echevarría Jesús.
- Tomo XLIII. LA ESPAÑA DE LAS AUTONOMÍAS
  - Volumen I.; por Rafael Gómez-Ferrer Morant, Eduardo García de Enterría Martínez-Carande, Fernando Martínez López, Eloy Fernández Clemente, Francisco Sosa Wagner, Isabel Moll Blanes, María Teresa Noreña Salto, Manuel Suárez Cortina, Juan Sisinio Pérez Garzón, Mariano Esteban de Vega, Enrique Berzal de la Rosa y Pere Ysàs.
  - Volumen II.; por Juan García Pérez, Justo G. Beramendi, Antonio Fernández García, Clemente García García, Ángel García-Sanz Marcotegui, Ángel Pascual Bonis (entrevistado), Antonio Rivera Blanco, José Miguel Delgado Idarreta, José María Baño León, Ana I. Planet Contreras, José Álvarez Junco y Emilio Lamo de Espinosa Michels de Champourcin.